# Erwin Balzer
Erwin Balzer (* 15. März 1901 in Berlin; † 5. März 1975 in Hamburg) war ein deutscher evangelisch-lutherischer Theologe.

## Leben
Der Sohn eines Lehrers übernahm nach dem evangelischen Theologiestudium seine erste Pfarrei auf Helgoland 1930. Bereits zum 1. Dezember 1931 trat er in die NSDAP ein (Mitgliedsnummer 800.257) und wurde 1933 Pfarrer der Christuskirche in Altona-Othmarschen. Im Alter von nur 33 Jahren wurde er am 1. Juni 1934 zum Bischof von Lübeck ernannt, wobei ihm das NSDAP-Parteibuch und die Empfehlung des Lübecker Justizsenators Hans Böhmcker Hilfe leisteten. Als aktiver Nationalsozialist errichtete Balzer in seinem Amtsbereich ein „deutschchristliches Kirchenregiment“. 1939 war er in Eisenach Mitbegründer des Instituts zur Erforschung und Beseitigung des jüdischen Einflusses auf das deutsche kirchliche Leben. Am 4. April 1939 unterzeichnete er, zusammen mit zehn weiteren Kirchenleitern, die sogenannte Godesberger Erklärung der Deutschen Christen vom 26. April:

„Indem der Nationalsozialismus jeden politischen Machtanspruch der Kirchen bekämpft und die dem deutschen Volke artgemäße nationalsozialistische Weltanschauung verbindlich macht, führt er das Werk Martin Luthers nach der weltanschaulich-politischen Seite fort und verhilft uns dadurch in religiöser Hinsicht wieder zu einem wahren Verständnis des christlichen Glaubens [… Der NS] ist die Vollendung des Werkes, das der deutsche Reformator Martin Luther begonnen hat […] Der christliche Glaube ist der unüberbrückbare religiöse Gegensatz zum Judentum.“

Die elf Kirchenleiter ergänzten ihre Zustimmung zur Godesberger Erklärung am 4. April mit einer anti-katholischen und anti-ökumenischen Stellungnahme:

„Jedes überstaatliche oder internationale Kirchentum römisch-katholischer oder welt-protestantischer Prägung ist politische Entartung des Christentums. Echter christlicher Glaube entfaltet sich fruchtbar nur innerhalb der gegebenen Schöpfungsordnungen.“

Zusammen mit der Veröffentlichung im Amtsblatt kündigten die elf Nationalkirchler an, ein antisemitisches kirchliches Institut zu errichten, das Institut zur Erforschung und Beseitigung des jüdischen Einflusses auf das deutsche kirchliche Leben, was dann auch geschah. Die Godesberger Erklärung wird ausdrücklich als Grundlage dafür benannt.
Am 1. Juli 1945 wurde Balzer als Bischof von Lübeck entlassen, erhielt die kirchlichen Würden jedoch 1955 zurück. Ein Jahr später ging er in Pension und lebte bis zu seinem Tode in Hamburg.